# Shinji Ishihira
Shinji Ishihira (石平信司 Ishihira Shinji?) es un director de anime japonés. En 2002, Ishihira se encargó de dirigir un anime por primera vez con Ichi the Killer: Episode 0. Desde entonces, algunas de las series que ha dirigido incluyen Fairy Tail, Log Horizon y Edens Zero.

## Biografía
Ishihira comenzó creando escenarios tanto para anime como para videojuegos. Sin embargo, más tarde decidió centrarse únicamente en lo primero. En 2002, Ishihira se encargó de dirigir una serie de anime por primera vez con Ichi the Killer: Episode 0. En 2007, se le encargó la dirección de su primera serie de televisión, Tokyo Majin.
En 2009, Ishihira dirigió la adaptación al anime de Fairy Tail, que obtuvo una respuesta positiva de la crítica. En el sudeste asiático, ganó el premio Anime del año de Animax Asia en 2010. En 2012, la serie ganó el premio Meilleur Anime Japonais (mejor anime japonés) en el 19º Gran Premio de Anime y Manga en París, Francia. En 2021, dirigió la adaptación al anime de Tsuki ga Michibiku Isekai Dōchū, que tiene el mayor récord de ventas en el extranjero entre todos los animes de Nippon TV.

## Trabajos

### Series de televisión
Destaca papeles con funciones de dirección de series.
| Año  | Título                                                      | Director(es)                       | Estudio                         | Funciones                                                                                         | Refs.         |
| ---- | ----------------------------------------------------------- | ---------------------------------- | ------------------------------- | ------------------------------------------------------------------------------------------------- | ------------- |
| 2004 | Burn-Up Scramble                                            | Hiroki Hayashi                     | AIC Spirits                     | Guionista gráfico (#3)                                                                            | [ 9 ]         |
| 2004 | Girls Bravo                                                 | Ei Aoki                            | AIC Spirits                     | Guionista gráfico (#2)                                                                            | [ 10 ]        |
| 2005 | Speed Grapher                                               | Kunihisa Sugishima                 | Gonzo                           | Guionista gráfico (#18) Animación clave (#24)                                                     | [ 11 ]        |
| 2005 | Basilisk: Kōga Ninpō Chō                                    | Fuminori Kizaki                    | Gonzo                           | Director de episodio (#16) Animación clave (#20)                                                  | [ 12 ]        |
| 2006 | Kage kara Mamoru!                                           | Yoshitaka Fujimoto                 | Group TAC                       | Guionista gráfico (#2, 6, 10-12)                                                                  | [ 13 ]        |
| 2006 | Ōran Kōkō Host Club                                         | Takuya Igarashi                    | Bones                           | Guionista gráfico (#7, 11, 15, 18, 21, 25)                                                        | [ 14 ]        |
| 2006 | Spider Riders: Oracle no Yūsha-tachi                        | Kōichi Mashimo Takaaki Ishiyama    | Bee Train                       | Guionista gráfico (#21, 26)                                                                       | [ 15 ]        |
| 2006 | Tokkō                                                       | Masashi Abe                        | AIC Spirits Group TAC           | Guionista gráfico (#13)                                                                           | [ 16 ]        |
| 2006 | Naikaku Kenryoku Hanzai Kyōsei Torishimarikan Zaizen Jōtarō | Hidetoshi Ōmori                    | Trans Arts                      | Guionista gráfico (#5, 10)                                                                        | [ 17 ]        |
| 2006 | Tenpō Ibun: Ayakashi Ayashi                                 | Hiroshi Nishikiori                 | Bones                           | Guionista gráfico (#10)                                                                           | [ 18 ]        |
| 2007 | Tokyo Majin Gakuen Kenpucho: Tou                            | Shinji Ishihira                    | AIC Spirits                     | Director Guion (#1, 4) Guionista gráfico Director de episodio                                     | [ 3 ] [ 19 ]  |
| 2007 | Reideen                                                     | Mitsuru Hongo                      | Production I.G                  | Guionista gráfico (#16, 20)                                                                       | [ 20 ]        |
| 2007 | Yes! Precure 5                                              | Toshiaki Komura                    | Toei Animation                  | Director de episodios (#16, 47)                                                                   | [ 21 ]        |
| 2007 | Darker than Black: Kuro no Keiyakusha                       | Tensai Okamura                     | Bones                           | Guionista gráfico (#3-4)                                                                          | [ 22 ]        |
| 2007 | Spider Riders: Yomigaeru Taiyō                              | Kōichi Mashimo                     | Bee Train                       | Guionista gráfico (#2, 5)                                                                         | [ 23 ]        |
| 2007 | Tokyo Majin Gakuen Kenpucho: Tou Dai Ni Maku                | Shinji Ishihira                    | AIC Spirits BeSTACK             | Director Guionista gráfico                                                                        | [ 24 ]        |
| 2007 | D.C.II: Da Capo II                                          | Hideki Okamoto                     | Feel                            | Guionista gráfico (#8)                                                                            | [ 25 ]        |
| 2008 | Yes! Precure 5 GoGo!                                        | Toshiaki Komura                    | Toei Animation                  | Director de episodios (#2, 11, 15, 25, 31, 40, 43)                                                | [ 26 ]        |
| 2008 | Blue Dragon: Tenkai no Shichi Ryū                           | Yukihiro Matsushita                | Pierrot                         | Guionista gráfico (#2, 10, 19, 24, 36, 38, 44)                                                    | [ 27 ]        |
| 2008 | Soul Eater                                                  | Takuya Igarashi                    | Bones                           | Guionista gráfico (#19, 25, 33, 35, 38, 41, 45)                                                   | [ 28 ]        |
| 2009 | Fullmetal Alchemist: Brotherhood                            | Yasuhiro Irie                      | Bones                           | Guionista gráfico (#11, 14, 17, 19, 22, 30, 33, 38)                                               | [ 29 ]        |
| 2009 | Fairy Tail                                                  | Shinji Ishihira                    | Satelight A-1 Pictures          | Director Guionista gráfico (75 episodios; OP1, 7-14; ED1-14)                                      | [ 30 ] [ 4 ]  |
| 2010 | Heroman                                                     | Hitoshi Nanba                      | Bones                           | Guionista gráfico (#5, 10, 15, 23)                                                                | [ 31 ]        |
| 2012 | Zetsuen no Tempest                                          | Masahiro Andō                      | Bones                           | Guionista gráfico (#5, 8, 15, 19)                                                                 | [ 32 ]        |
| 2013 | Log Horizon                                                 | Shinji Ishihira                    | Satelight                       | Director Guionista gráfico (#1-9, 11, 14, 18, 21-25)                                              | [ 33 ] [ 34 ] |
| 2014 | Fairy Tail (2014)                                           | Shinji Ishihira                    | A-1 Pictures Bridge             | Director Guionista gráfico (35 episodios)                                                         | [ 35 ]        |
| 2014 | Log Horizon 2nd Season                                      | Shinji Ishihira                    | Studio Deen                     | Director Guionista gráfico (#1-3, 5, 8-9, 11, 14, 17, 19, 22, 24-25)                              | [ 36 ]        |
| 2014 | Nanatsu no Taizai                                           | Tensai Okamura                     | A-1 Pictures                    | Guionista gráfico (#23)                                                                           | [ 37 ]        |
| 2016 | Boku no Hero Academia                                       | Kenji Nagasaki                     | Bones                           | Guionista gráfico (#10)                                                                           | [ 38 ]        |
| 2016 | Super Lovers                                                | Shinji Ishihira                    | Studio Deen                     | Director Guionista gráfico (#OP; 1, 3-4) Director de unidad (#OP)                                 | [ 39 ] [ 40 ] |
| 2016 | Concrete Revolutio: Chōjin Gensō - The Last Song            | Seiji Mizushima                    | Bones                           | Guionista gráfico (#16, 23-24)                                                                    | [ 41 ]        |
| 2016 | Heybot!                                                     | Shinji Ishihira                    | Bandai Namco Pictures           | Director Guionista gráfico (#1-5, 8, 10, 12-13, 15, 17, 22-24, 29, 33-39, 43-44, 47-50; OP,ED1-2) | [ 42 ]        |
| 2016 | Show By Rock!! #                                            | Takahiro Ikezoe                    | Bones                           | Guionista gráfico (#5)                                                                            | [ 43 ]        |
| 2017 | Super Lovers 2                                              | Shinji Ishihira                    | Studio Deen                     | Director                                                                                          | [ 44 ]        |
| 2017 | Boku no Hero Academia 2                                     | Kenji Nagasaki                     | Bones                           | Guionista gráfico (#16, 22, 34)                                                                   | [ 45 ]        |
| 2017 | Duel Masters (2017)                                         | Shinobu Sasaki                     | Ascension                       | Guionista gráfico (#18, 39, 47)                                                                   | [ 46 ]        |
| 2017 | Kekkai Sensen & Beyond                                      | Shigehito Takayanagi               | Bones                           | Guionista gráfico (#4)                                                                            | [ 47 ]        |
| 2018 | Nanatsu no Bitoku                                           | Shinji Ishihira                    | Bridge                          | Director Guionista gráfico (#23)                                                                  | [ 48 ] [ 49 ] |
| 2018 | Duel Masters!                                               | Shinobu Sasaki                     | Ascension                       | Guionista gráfico (#4, 20, 28, 36, 44)                                                            | [ 50 ]        |
| 2018 | Boku no Hero Academia 3                                     | Kenji Nagasaki                     | Bones                           | Guionista gráfico (#46, 48-49, 52, 55, 57, 60, 62)                                                | [ 51 ]        |
| 2018 | Fairy Tail: Final Series                                    | Shinji Ishihira                    | A-1 Pictures Bridge CloverWorks | Director Guionista gráfico (25 episodios)                                                         | [ 52 ]        |
| 2019 | Carole & Tuesday                                            | Shin'ichirō Watanabe Motonobu Hori | Bones                           | Guionista gráfico (#16)                                                                           | [ 53 ]        |
| 2019 | Boku no Hero Academia 4                                     | Kenji Nagasaki Masahiro Mukai      | Bones                           | Guionista gráfico (#68, 72, 81, 84)                                                               | [ 54 ]        |
| 2020 | Norimono Man: Mobile Land no Car-kun                        | Shinobu Sasaki                     | CloverWorks                     | Guionista gráfico (#13, 17, 21, 23)                                                               | [ 55 ]        |
| 2020 | Munō na Nana                                                | Shinji Ishihira                    | Bridge                          | Director Guionista gráfico (#1-4, 8-11, 13; OP, ED) Director de unidad (#OP, ED)                  | [ 56 ] [ 57 ] |
| 2021 | Log Horizon: Entaku Hōkai                                   | Shinji Ishihira                    | Studio Deen                     | Director Guionista gráfico (#1, 5, 7, 11-12)                                                      | [ 58 ]        |
| 2021 | Edens Zero                                                  | Shinji Ishihira Yūshi Suzuki       | J.C.Staff                       | Director jefe Guionista gráfico (#1, 4, 7, 10-11, 16, 19, 22, 25)                                 | [ 59 ] [ 60 ] |
| 2021 | Tsuki ga Michibiku Isekai Dōchū                             | Shinji Ishihira                    | C2C                             | Director Guionista gráfico (#1-12; OP)                                                            | [ 7 ] [ 61 ]  |
| 2022 | Sasaki to Miyano                                            | Shinji Ishihira                    | Studio Deen                     | Director                                                                                          | [ 62 ]        |
| 2022 | Tensei Shitara Ken Deshita                                  | Shinji Ishihira                    | C2C                             | Director                                                                                          | [ 63 ]        |
| 2023 | Edens Zero 2nd Season                                       | Shinji Ishihira Toshinori Watanabe | J.C.Staff                       | Director jefe Guionista gráfico (#1, 5-6, 11-12, 19-21, 25)                                       | [ 64 ] [ 65 ] |
| 2024 | Tsuki ga Michibiku Isekai Dōchū 2nd Season                  | Shinji Ishihira                    | J.C.Staff                       | Director Guionista gráfico (#1-12, 14, 16, 20-22, 24-25; OP 1-2, ED 2-3)                          | [ 66 ]        |
| 2024 | Tadaima, Okaeri                                             | Shinji Ishihira                    | Studio Deen                     | Director Guionista gráfico (#1-2, 6, 11-12; OP)                                                   | [ 67 ]        |
| 2024 | Fairy Tail: 100 Years Quest                                 | Shinji Ishihira Toshinori Watanabe | J.C.Staff                       | Director jefe Guionista gráfico (#1, 10-12, 16, 19-21, 24-25; ED 1-2)                             | [ 68 ]        |
| 2025 | Farmagia                                                    | Shinji Ishihira Toshihiko Sano     | Bridge                          | Director jefe Guionista gráfico (#1, 5-6, 9-11)                                                   | [ 69 ]        |
| 2026 | Isekai no Sata wa Shachiku Shidai                           | Shinji Ishihira                    | Studio Deen                     | Director                                                                                          | [ 70 ]        |
| 2026 | Tensei Shitara Ken Deshita Season 2                         | Shinji Ishihira                    | C2C                             | Director                                                                                          | [ 71 ]        |

### Películas
Destaca papeles con funciones de dirección de series.
| Año  | Título                                            | Director(es)    | Estudio     | Funciones         | Refs.  |
| ---- | ------------------------------------------------- | --------------- | ----------- | ----------------- | ------ |
| 2013 | Hakuōki Dai-isshō Kyoto Ranbu                     | Osamu Yamasaki  | Studio Deen | Guionista gráfico | [ 72 ] |
| 2018 | Boku no Hero Academia the Movie 1: Futari no Hero | Kenji Nagasaki  | Bones       | Guionista gráfico | [ 73 ] |
| 2023 | Sasaki to Miyano: Sotsugyo-hen                    | Shinji Ishihira | Studio Deen | Director          | [ 74 ] |

### OVAs
Destaca papeles con funciones de dirección de series.
| Año  | Título                                  | Director(es)    | Estudio                | Funciones                                   | Refs.  |
| ---- | --------------------------------------- | --------------- | ---------------------- | ------------------------------------------- | ------ |
| 2002 | Koroshiya Ichi the Animation: Episode 0 | Shinji Ishihira | AIC                    | Director                                    | [ 2 ]  |
| 2003 | Aoi Kokuhaku                            | Shinji Ishihira | Studio OX              | Director Guion Guionista gráfico            | [ 75 ] |
| 2003 | Guardian Hearts                         | Yasuhiro Kuroda | Venet                  | Director de unidad (#OP)                    | [ 76 ] |
| 2004 | Tenbatsu! Angel Rabbie                  | Shinji Ishihira | AIC Spirits            | Director Guionista gráfico                  | [ 39 ] |
| 2004 | Re: Cutey Honey                         | Hideaki Anno    | Gainax Toei Animation  | Animación clave (#2)                        | [ 77 ] |
| 2005 | Iriya no Sora, UFO no Natsu             | Naoyuki Itō     | Toei Animation         | Guionista gráfico (#5)                      | [ 78 ] |
| 2010 | Air Gear: Break on the Sky              | Shinji Ishihira | Satelight              | Director Guionista gráfico                  | [ 79 ] |
| 2011 | Fairy Tail OVA                          | Shinji Ishihira | Satelight A-1 Pictures | Director Guionista gráfico (#1-2, 5)        | [ 80 ] |
| 2013 | Fairy Tail x Rave                       | Shinji Ishihira | Satelight A-1 Pictures | Director Guionista gráfico (#OP; ED; + OVA) | [ 81 ] |
| 2022 | Sasaki to Miyano                        | Shinji Ishihira | Studio Deen            | Director                                    | [ 82 ] |

### ONAs
Destaca papeles con funciones de dirección de series.
| Año  | Título                  | Director(es)    | Estudio           | Funciones              | Refs.  |
| ---- | ----------------------- | --------------- | ----------------- | ---------------------- | ------ |
| 2019 | Null Peta               | Hirofumi Ogura  | Shin-Ei Animation | Guionista gráfico (#9) | [ 83 ] |
| 2020 | Munō na Nana Mini Anime | Shinji Ishihira | Bridge            | Director               |        |